# 松本毅
松本 毅（まつもと たけし、1896年（明治29年）4月14日 - 1962年（昭和37年）5月14日）は、日本の海軍軍人。最終階級は海軍少将。山形県鶴岡市出身。開拓使の松本十郎の孫にあたる。

## 経歴
- 1896年（明治29年） - 松本小太郎の4男として鶴岡新屋敷町に生れる。
- 1914年（大正3年） - 荘内中学校を卒業し海軍兵学校に入学。
- 1917年（大正6年）11月24日 - 兵学校（45期）を卒業する。
- 1918年（大正7年）8月1日 - 海軍少尉
- 1923年（大正12年）12月1日 - 海軍大尉・海軍水雷学校高等科学生
- 1926年（大正15年）12月1日 - 海軍大学校入学
- 1928年（昭和3年）12月6日 - 海軍大学校（甲種26期）卒業
  - 12月10日 - 「伏見」艦長
- 1929年（昭和4年）11月30日 - 海軍少佐
- 1937年（昭和12年）12月1日 - 「安宅」艦長
- 1938年（昭和13年）3月26日 - 第五艦隊参謀
- 1939年（昭和14年）11月15日 - 海軍大佐・第二遣支艦隊参謀
  - 12月20日 - 佐世保鎮守府参謀兼長崎要塞参謀
- 1941年（昭和16年）5月10日 - 馬公要港部参謀長兼馬公通信部長
- 11月20日 - 馬公警備府参謀長
- 1942年（昭和17年）5月25日 - 「磐手」艦長
  - 9月30日 - 「摩耶」艦長
- 1943年（昭和18年）11月17日 - 第五艦隊参謀長
- 1944年（昭和19年）10月15日 - 海軍少将
- 1945年（昭和20年）2月5日 - 軍令部出仕
  - 2月6日 - 第十二航空艦隊参謀長
  - 2月15日 - 大湊警備府参謀副長兼第十二航空艦隊参謀副長
  - 7月1日 - 第11水雷戦隊司令官
  - 7月15日 - 呉鎮守府付
  - 7月22日 - 軍令部出仕
  - 8月15日 - 第31戦隊司令官
  - 9月30日 - 呉鎮守府出仕
  - 10月25日 - 予備役
- 1947年（昭和22年）11月28日 - 公職追放仮指定[1]
- 1948年（昭和23年） - 両羽無尽に入社し酒田支店長
- 1962年（昭和37年） - 永眠す。戒名「松厚院殿忠誉毅寛居士」

## 親族
- 曾祖父 ： 戸田文之助 - 庄内藩近習頭取
- 曾祖叔父 ： 加藤直矢 - 治水家
- 祖父 ： 松本十郎 - 開拓大判官
- 父 ： 松本小太郎